# South Hutchinson
South Hutchinson é uma cidade localizada no estado americano de Kansas, no Condado de Reno.

## Demografia
Segundo o censo americano de 2000, a sua população era de 2539 habitantes.
Em 2006, foi estimada uma população de 2486, um decréscimo de 53 (-2.1%).

## Geografia
De acordo com o United States Census Bureau tem uma área de
7,3 km², dos quais 7,2 km² cobertos por terra e 0,1 km² cobertos por água.

## Localidades na vizinhança
O diagrama seguinte representa as localidades num raio de 20 km ao redor de South Hutchinson.